# Mariano Lino Morales
Mariano Lino Morales de Los Reyes (San Lorenzo, Imperio español; 23 de septiembre de 1824-San Lorenzo, Bolivia; 23 de febrero de 1914) fue un militar, masón y comerciante boliviano que participó en las guerras de entre Perú y Bolivia, del Pacífico y la guerra civil boliviana, las dos últimas con el grado de coronel. En la guerra contra el Perú fue enviado como infiltrado para espiar a las fuerzas del presidente Agustín Gamarra, y en la guerra del Pacífico su mayor logró es actualmente tema de debate entre los historiadores, comandar a la 5.ª División del Ejército boliviano en la batalla de Canchas Blancas, por último en la guerra civil formó parte del bando liberal de La Paz.

## Biografía
Nació el 23 de septiembre de 1824 en el entonces poblado de San Lorenzo, curato de la Republiqueta de Tarija, en plenas revoluciones contra el Imperio Español en América, su fecha de nacimiento se anticipó a un año de la independencia formal de Tarija, sus padres fueron el Don Pedro Morales Ibáñez (nacido en el territorio de Tarija, en el curato de Camataquí; actual Villa Abecia perteneciente a Chuquisaca) y Juliana de Los Reyes (nacida en San Lorenzo). En su juventud se unió al Ejército de Bolivia con ayuda de su primo Agustín Morales, quien llegaría a ser presidente de su país, posterior a eso se une a la masonería y participa en los conflictos ya mencionados, durante las campañas terrestres chilenas llegó a comprar armas y recursos con su propio dinero, en la guerra civil de su país fue perseguido por el bando conservador e incluso por facciones del bando liberal y tuvo que refugiarse en diferentes ciudades y pueblos. Finalizada las persecuciones se dedicó al comercio y paso sus últimos días de vida en San Lorenzo junto a su esposa Luisa Serrano Echazú, nieta de José Mariano Serrano prócer y firmante de la independencia de Argentina y Bolivia, Lino Morales fallecería el 23 de febrero de 1914 en su pueblo natal y sus restos reposan en la Capilla de Lajas.

## Carrera militar

### Inicios

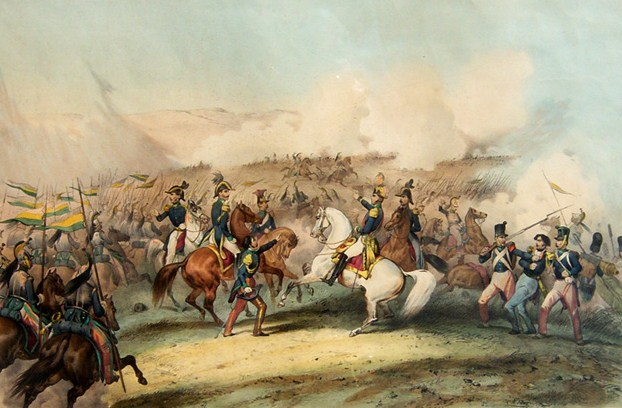
Ejército de Bolivia durante la batalla de Ingavi (1841).

Su primera misión de importancia fue infiltrarse y espiar las movilizaciones del Ejército del Perú durante la batalla de Ingavi, el Ejército de Bolivia obtuvo una victoria crucial en dicha batalla, significando el principio de la expulsión de las fuerzas peruanas de territorio boliviano. En 1868 gracias a sus lazos masónicos internacionales, viajó a Lima con la misión de crear la Logia Alianza con militares peruanos también masones para pulir detalles del futuro Tratado de Alianza Defensiva entre Perú y Bolivia que recién sería oficializado en 1873. Igualmente viaja a Buenos Aires por pedido del presidente argentino Bartolomé Mitre para que se incorpore al Estado Mayor Presidencial Argentino por su condición de doble nacionalidad, Morales acepta la propuesta y durante su estadía en Argentina intenta persuadir a Mitre para que su país se una al Tratado de Alianza Defensiva, fallando en sus múltiples intentos. De vuelta en Bolivia es nombrado sub prefecto de la ciudad de Porco desde la cual realizaba constantes viajes a Chile —según una sección de la historiografía boliviana, para espiar los movimientos políticos y militares chilenos de forma anónima—.

### Guerra del Pacífico

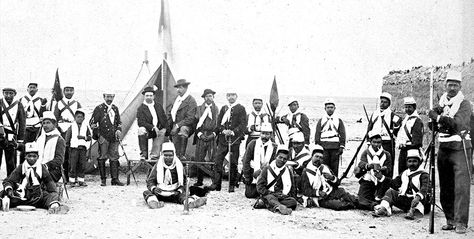
Foto que según el Ministerio de Defensa de Bolivia muestra a soldados que lucharon en Canchas Blancas junto a Mariano Lino Morales.

Según una sección de la historiografía boliviana, al estallar la guerra del Pacífico al mando del batallón Ayacucho, además parte del Tarija y el escuadrón Méndez, (compuesto por militares, campesinos y amerindios) Lino Morales llegó a los límites entre el departamento de Potosí y el departamento del Litoral (actual Región de Antofagasta) ocupado por Chile con la intención de evitar el avance de las tropas chilenas más allá del desierto atacameño, el punto culminante de las correrías bolivianas fue el 12 de noviembre de 1879 en la batalla de Canchas Blancas en la cual las fuerzas de Lino Morales truncarían los supuestos planes expansionistas chilenos en territorio boliviano e inclusive con miras a invadir Paraguay y Argentina. Acabados los planes de invadir el resto de Bolivia el Ejército de Chile decidió continuar por el norte hacia el Perú (aliado de Bolivia por el tratado), el coronel con 400 hombres partiría por medio de territorio boliviano para participar en la batalla de Tarapacá y otros enfrentamientos hasta la retirada militar de Bolivia de la guerra en 1880 tras la derrota de los aliados en la batalla del Alto de la Alianza.

### Retiro
De vuelta en su pueblo natal en el departamento de Tarija, fue juzgado y auditado por supuesta rebeldía al no comunicar de la batalla en Canchas Blancas a sus superiores, no se le encontró culpa alguna y fue dejado libre. Durante la guerra civil fue partidario del bando liberal aunque sin participar activamente en el, por su condición de insurgente, ya que el poder del gobierno lo ostentaba el bando conservador, fue perseguido de 1898 a 1899 hasta el final de la guerra, con la victoria del bando liberal la persecución a su persona cesaron y el coronel decidió pasar al retiro de forma definitiva.

## Homenajes

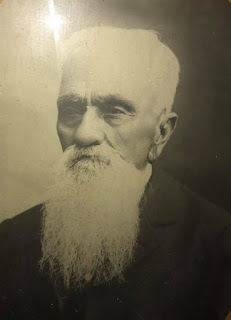
Mariano Lino Morales en 1912.

El historiador Rodrigo Becerra afirmó en una declaración: 

"Cada año los bolivianos rememoramos el sublime sacrificio de Eduardo Abaroa en Calama, pero hemos olvidado una epopeya que siguió con la batalla de Canchas Blancas, en la que el Ejército boliviano le infringió una derrota calamitosa al invasor chileno. Vale la pena recordarlo".

El 24 de marzo de 2016 el alcalde de la ciudad de Tarija, Rodrigo Paz, durante la celebración del Día del Mar pidió al gobierno que se reconozcan como héroes a Lino Morales y los combatientes de Canchas Blancas.
El 19 de marzo de 2017 el Estado de Bolivia por medio de la Brigada Parlamentaria de Tarija le otorgó el grado de general de forma póstuma, igualmente durante el gobierno de Evo Morales se acordó promocionar la controvertida batalla de Canchas Blancas en donde según Bolivia, Lino Morales tuvo una actuación decisiva a favor de los intereses de su país.
El parte militar de Lino Morales junto al diario del también coronel Ezequiel Apodaca son las únicas fuentes reales que Bolivia utiliza para demostrar que la batalla de Canchas Blancas si fue un hecho verídico.